# Liliana Benvenuti
Liliana Benvenuti, nota anche con lo pseudonimo di Angela (Compiobbi, 6 febbraio 1923 – Firenze, 20 giugno 2019), è stata una partigiana italiana della Divisione Garibaldina “Arno”, poi “Potente”.

## Biografia
Nasce una frazione del comune di Fiesole in una famiglia della piccola borghesia locale: il nonno era un commerciante, il padre ferroviere e la mamma faceva la sarta.
Nel 1938 ha quindici anni quando muore per una malattia incurabile la madre e vede sparire i suoi amici ebrei per effetto delle leggi razziali. Questa segregazione le fa prendere coscienza di che cosa sia il fascismo e di lì a poco, con lo scoppio della guerra, matura la decisione di opporsi con ogni mezzo al regime. Dopo la caduta del fascismo il 25 luglio 1943 decide di stare dalla parte degli antifascisti che ne frattempo si stavano organizzando.
Va ad abitare con il fratello Gianfranco in un appartamento di famiglia, a Firenze, in via Ghibellina al numero 24, che suo padre aveva dato in uso a un esule comunista appena rientrato in Italia, Enrico Fibbi, anch’egli di Compiobbi. E ben presto l'abitazione in via Ghibellina si trasforma in un luogo di riunione di antifascisti comunisti in clandestinità.
Dopo l'8 settembre 1943 il fratello, diciottenne, sale in montagna a fare il partigiano nella Brigata Lanciotto, mentre lei inizia la sua attività di staffetta partendo in missione dall'appartamento di via Ghibellina, che poi diventerà la sede del Comando della Divisione Garibaldina «Arno», per portare documenti, messaggi cifrati ed armi ai partigiani in montagna e ai gappisti nascosti nei loro rifugi in città.
I compagni di lotta con cui divide l'appartamento di via Ghibellina le danno come nome di copertura “Angela”, perché è religiosa e tutte le volte che parte per una missione si fa il segno della croce. Ma “Angela” fa anche un'altra cosa quando va in missione: si mette un fiore rosso fra i capelli. Forse una civetteria femminile per far risaltare i bei capelli neri che aveva, ma anche un modo per darsi coraggio, per esorcizzare con un atteggiamento provocatorio il rischio, sempre presente, di essere individuata e catturata, o forse come dirà più volte lei stessa: "per essere più bellina".

## Attività partigiana
Fra le azioni che portarono alla liberazione di Firenze alle quali lei partecipa ci sono la rapina fatta dai gappisti all’Ufficio postale della Stazione di Santa Maria Novella che fruttò 40 milioni per finanziare la Resistenza. Il compito di Liliana fu quello di vestirsi da sposa e mettere in scena, insieme al partigiano Antonio Bernieri, nella parte del marito, un finto percorso nunziale con una carrozza trainata da un cavallo, in modo da portare a destinazione, senza creare sospetti, in un appartamento che si trovava sui Lungarni vicino al Ponte alla Vittoria, una grande valigia con il bottino della rapina
Un'altra azione che gli fu ordinato di svolgere fu quella di accompagnare Francesco Leone, fra i principali organizzatori dell’insurrezione di Firenze, da Via Ghibellina a Piazza Santo Spirito, in Oltrarno, per incontrare Aligi Barducci, alias “Potente”, comandante militare delle Brigate Garibaldi, con il quale doveva preparare i dettagli per organizzare l'insurrezione. Ma poiché i ponti sull’Arno erano stati fatti saltare dai nazisti la notte del 4 agosto, lei e Francesco Leone dovettero guadare l’Arno di giorno all’altezza delle Cascine, per poi raggiungere a piedi Piazza Santo Spirito dove ebbero la notizia che Aligi Barducci era stato colpito a morte.
Fu anche indirettamente coinvolta nell’azione che portò all’uccisione di Giovanni Gentile per avere portato lei ai gappisti l’ordine dell’esecuzione.
Ma l'azione che più le piaceva raccontare ai ragazzi delle scuole era quella in cui fu fermata dai nazisti mentre attraversava la città nei giorni della Liberazione per portare armi e viveri a dei partigiani su un triciclo a pedali carico di fucili mitragliatori Thompson e di bottiglie molotov nascosti sotto uno strato di pagnotte.  Le piaceva raccontare questa azione perché diceva che “finiva bene”, infatti non solo i nazisti non si accorsero del carico che lei stava portando, ma fu anche aiutata a ripartire con una spinta al triciclo data dagli stessi militi che l’avevano fermata.

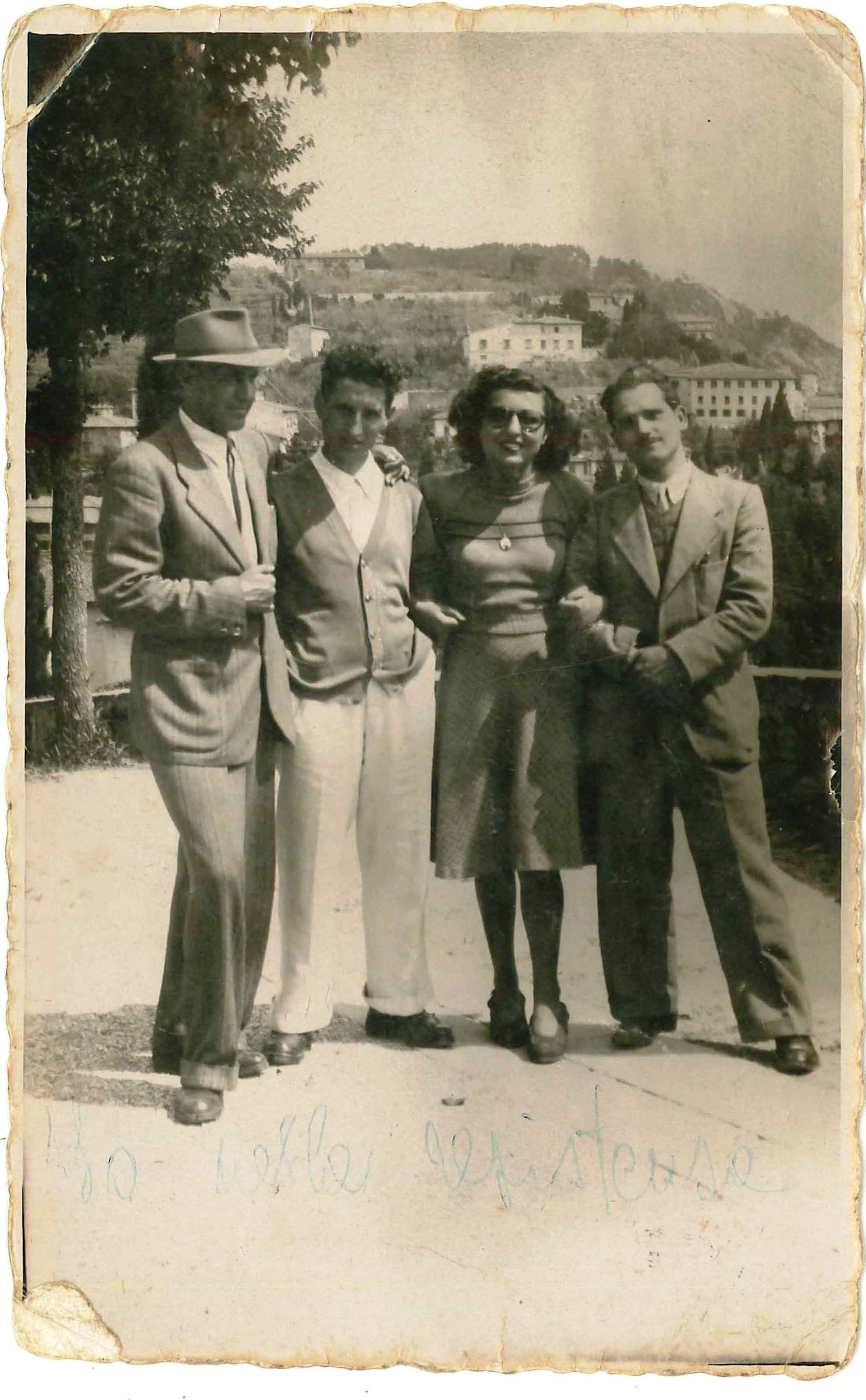
Liliana Benvenuti con alcuni patrioti, compagni di lotta. Da sinistra a destra: Bernieri Antonio "Paolo Sassi", Velani Carlo "Cecco", Benvenuti Liliana "Angela", Bernini Nello "Paolo Prosperi"

## Dopoguerra
Dopo la guerra si impegna nelle file del Partito Comunista italiano e nell’ANPI per tutelare e trasmettere la memoria della Resistenza.
Iscritta fin dal 1946 all'Associazione Nazionale Partigiani d'Italia (ANPI), entra più volte a far parte del Comitato provinciale fiorentino
Negli anni Duemila s'iscrive alla Sezione ANPI dell'Oltrarno, partecipando a numerosi incontri con gli studenti delle scuole fiorentine e diventa, nell'autunno 2008, su indicazione del Presidente uscente, Enio Sardelli, la prima donna ad essere nominata Presidente della Sezione Oltrarno dell’ANPI. Con tale ruolo gestirà in prima persona il passaggio generazionale che la porterà poi, nel giugno 2010, a decidere di lasciare l'incarico di Presidente - trasformato in Presidenza ad Honorem -, per fare spazio nell’ANPI a quei giovani che per motivi anagrafici non avevano potuto partecipare alla guerra di Liberazione ma volevano difenderne la storia ed i valori.

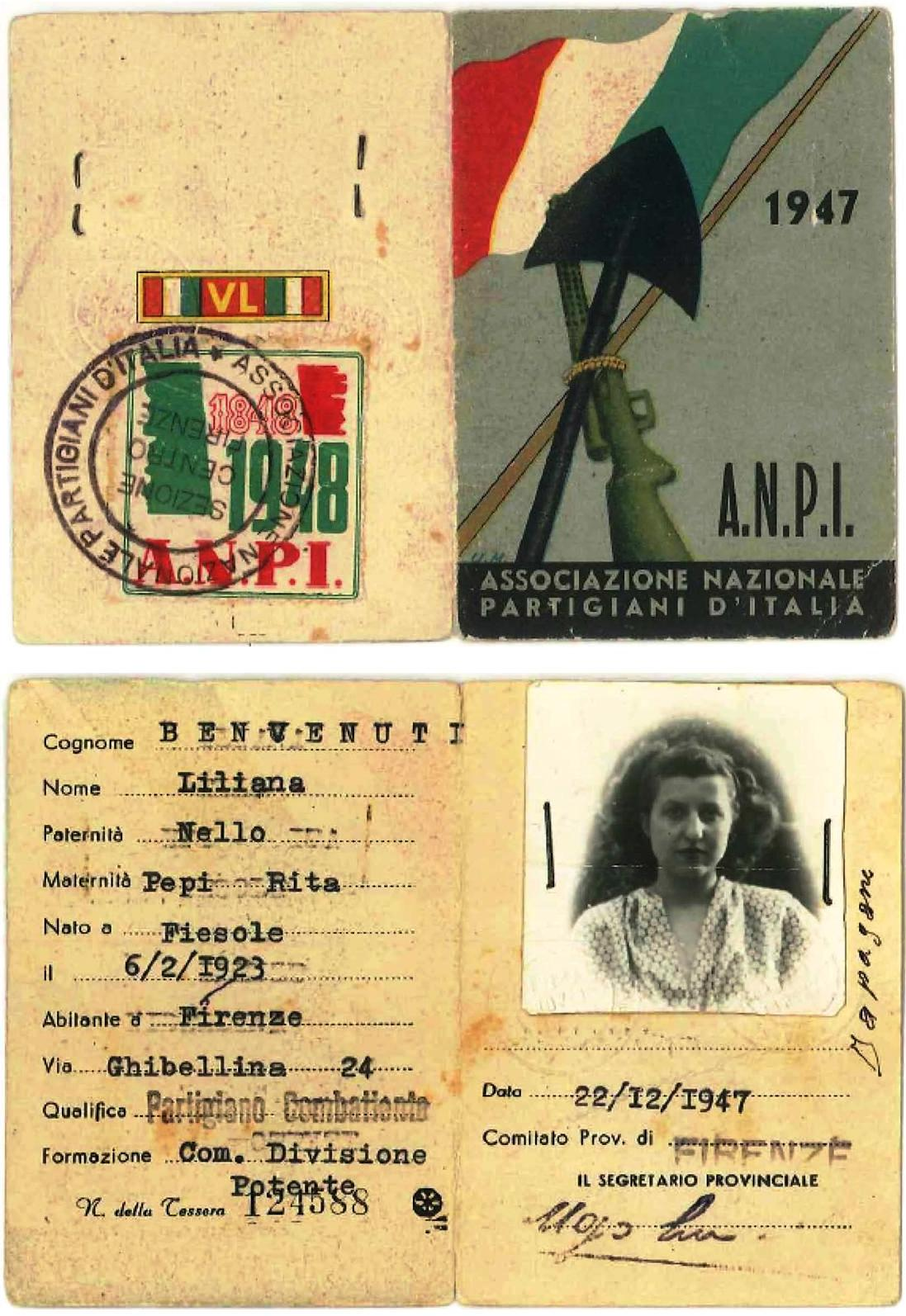
Tessera ANPI di Liliana Benvenuti "Angela"

## Onorificenze
Il 24 giugno 2011, il sindaco Matteo Renzi in una solenne cerimonia le conferì il ‘Fiorino d’Oro‘, la più alta onorificenza della città di Firenze, in riconoscimento dell’attività svolta durante la Resistenza, come è stato ricordato in occasione del suo decesso.